# Kaya N'Gan Daya
Kaya N'gan Daya é o quadragésimo sexto álbum do cantor e compositor Brasileiro Gilberto Gil, lançado em 2002. Kaya N'gan Daya apresenta 16 faixas, que são regravações ou versões de  Bob Marley, fora a faixa inédita "Table Tennis Table", que Gil compôs na Jamaica.  O disco foi gravado no Rio de Janeiro e nos aclamados estúdios Tuff Gong na Jamaica. O lançamento ganhou um certificado de ouro segundo a ABPD, conseguindo vender mais de 150 mil cópias em 2002.

## Faixas
Todas as canções escritas por Bob Marley, exceto onde notado.
| N.º            | Título                                      | Compositor(es)                     | Duração |  |
| 1.             | "Buffalo Soldier"                           | Bob Marley, King Sporty            | 6:07    |  |
| 2.             | "One Drop"                                  |                                    | 5:03    |  |
| 3.             | "Waiting in Vain"                           |                                    | 4:19    |  |
| 4.             | "Table Tennis Table"                        | Gilberto Gil                       | 4:30    |  |
| 5.             | "Three Little Birds"                        |                                    | 3:09    |  |
| 6.             | "Não Chore Mais (No Woman, No Cry)"         | Vincent Ford. Versão: Gilberto Gil | 4:36    |  |
| 7.             | "Positive Vibration"                        | Vincent Ford                       | 4:26    |  |
| 8.             | "Could You Be Loved"                        |                                    | 5:16    |  |
| 9.             | "Kaya N'gan Daya (Kaya)"                    | Bob Marley. Versão: Gilberto Gil   | 3:57    |  |
| 10.            | "Rebel Music (3 O'Clock Road Block)"        | Aston Barrett, Hugh Peart          | 5:10    |  |
| 11.            | "Them Belly Full (But We Hungry)"           | Leon Cogill, Carlton Barrett       | 4:03    |  |
| 12.            | "Tempo Só (Time Will Tell)"                 | Bob Marley. Versão: Gilberto Gil   | 3:47    |  |
| 13.            | "Easy Skankin'"                             |                                    | 3:50    |  |
| 14.            | "Turn Your Lights Down Low"                 |                                    | 4:11    |  |
| 15.            | "Eleve-se Alto ao Céu (Lively Up Yourself)" | Bob Marley. Versão: Gilberto Gil   | 4:22    |  |
| 16.            | "Lick Samba"                                |                                    | 3:12    |  |
| Duração total: | Duração total:                              | Duração total:                     | 69:58   |  |